# Ongodjou
Pour le village de la commune de Dembeni à Mayotte, voir Dembeni (Mayotte).
Ongodjou est une ville de l'union des Comores, située sur l'île d'Anjouan. En 2010, elle est la sixième ville la plus peuplée de l'île avec 11 736 habitants.